# CADM3
CADM3 (англ. Cell adhesion molecule 3) – білок, який кодується однойменним геном, розташованим у людей на короткому плечі 1-ї хромосоми.  Довжина поліпептидного ланцюга білка становить 398 амінокислот, а молекулярна маса — 43 300.
| 10         |  | 20         |  | 30         |  | 40         |  | 50         |
| ---------- |  | ---------- |  | ---------- |  | ---------- |  | ---------- |
| MGAPAASLLL |  | LLLLFACCWA |  | PGGANLSQDD |  | SQPWTSDETV |  | VAGGTVVLKC |
| QVKDHEDSSL |  | QWSNPAQQTL |  | YFGEKRALRD |  | NRIQLVTSTP |  | HELSISISNV |
| ALADEGEYTC |  | SIFTMPVRTA |  | KSLVTVLGIP |  | QKPIITGYKS |  | SLREKDTATL |
| NCQSSGSKPA |  | ARLTWRKGDQ |  | ELHGEPTRIQ |  | EDPNGKTFTV |  | SSSVTFQVTR |
| EDDGASIVCS |  | VNHESLKGAD |  | RSTSQRIEVL |  | YTPTAMIRPD |  | PPHPREGQKL |
| LLHCEGRGNP |  | VPQQYLWEKE |  | GSVPPLKMTQ |  | ESALIFPFLN |  | KSDSGTYGCT |
| ATSNMGSYKA |  | YYTLNVNDPS |  | PVPSSSSTYH |  | AIIGGIVAFI |  | VFLLLIMLIF |
| LGHYLIRHKG |  | TYLTHEAKGS |  | DDAPDADTAI |  | INAEGGQSGG |  | DDKKEYFI   |

A: Аланін

C: Цистеїн

D: Аспарагінова кислота

E: Глутамінова кислота

F: Фенілаланін

G: Гліцин

H: Гістидин

I: Ізолейцин

K: Лізин

L: Лейцин

M: Метіонін

N: Аспарагін

P: Пролін

Q: Глутамін

R: Аргінін

S: Серин

T: Треонін

V: Валін

W: Триптофан

Кодований геном білок за функцією належить до фосфопротеїнів. 
Задіяний у таких біологічних процесах як клітинна адгезія, поліморфізм, альтернативний сплайсинг. 
Білок має сайт для зв'язування з іоном кальцію. 
Локалізований у клітинній мембрані, мембрані, клітинних контактах.